# Климат Австрии

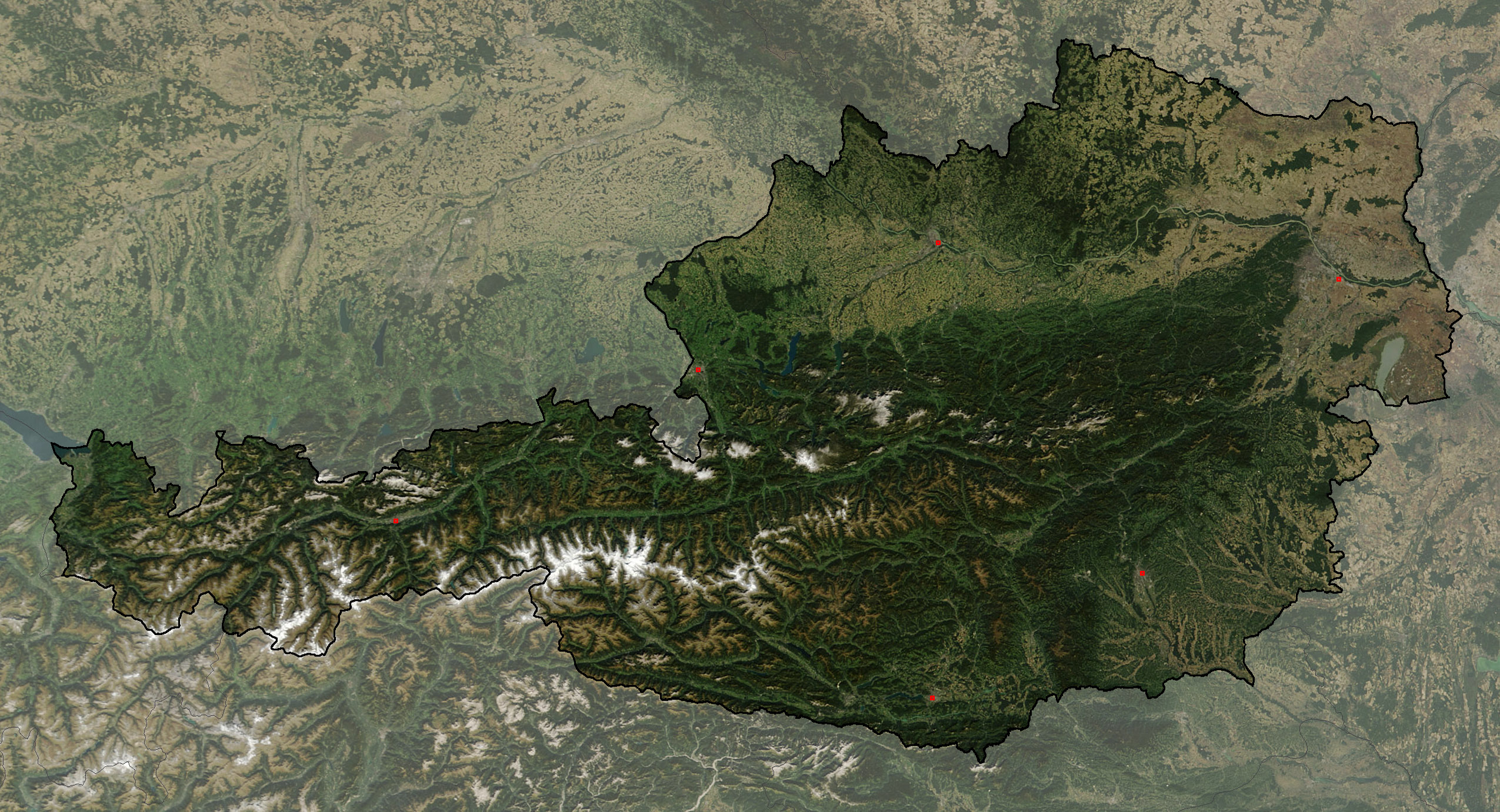
Австрия, снимок со спутника

Климат Австрии умеренный, переходный к континентальному, зависит от рельефа.

## Общие характеристики
Как правило лето тёплое, средняя температура в этот период +20ºС. Самые жаркие месяцы — июль и август. По мере изменения высот температура падает и может достигать нулевой отметки, но это происходит гораздо реже, чем в иных альпийских странах. Летом в Австрии сухо, поэтому, несмотря на плохую погоду, температура не имеет резких колебаний.
Зима мягкая: температура на равнинах не опускается ниже −2ºC, в горных же районах она снижается до −14ºС. Самый холодный зимний месяц — январь.

## Осадки
Осадки по всей территории Австрии варьируют от 500 до 3000 мм в год.
Горы Альпы, возвышаясь на пути влажных западных ветров, становятся главным конденсатором влаги. Особенно много осадков принимают на себя северные и западные окраинные хребты, где выпадает от 1500 до 3000 мм в год, и преобладает туманная погода. Замкнутые же долины получают меньше влаги, до 1000 мм. Самое большое количество осадков выпадает на высотах около 2000 м.
Все температурные характеристики можно оценить на примере климатической таблицы Вены.
| Показатель                                  | Янв.  | Фев.  | Март  | Апр. | Май  | Июнь | Июль | Авг. | Сен. | Окт. | Нояб. | Дек.  | Год   |
| ------------------------------------------- | ----- | ----- | ----- | ---- | ---- | ---- | ---- | ---- | ---- | ---- | ----- | ----- | ----- |
| Абсолютный максимум, °C                     | 19,0  | 19,0  | 24,0  | 28,9 | 32,3 | 35,9 | 38,5 | 38,1 | 32,7 | 28,0 | 22,2  | 18,6  | 38,5  |
| Средний суточный максимум, °C               | 2,9   | 5,1   | 10,3  | 15,2 | 20,5 | 23,4 | 25,6 | 25,4 | 20,3 | 14,2 | 7,5   | 4,0   | 14,5  |
| Средняя температура, °C                     | −0,2  | 1,2   | 5,5   | 9,8  | 14,8 | 17,9 | 19,9 | 19,8 | 15,7 | 10,2 | 4,3   | 1,1   | 10,0  |
| Средний суточный минимум, °C                | −2    | −0,9  | 2,4   | 5,8  | 10,5 | 13,5 | 15,4 | 15,3 | 11,7 | 7,0  | 2,4   | −0,5  | 6,7   |
| Абсолютный минимум, °C                      | −22,6 | −21,1 | −19,2 | −5   | −2   | 3,0  | 5,0  | 5,0  | 1,0  | −9   | −13   | −21,1 | −22,6 |
| Норма осадков, мм                           | 37    | 39    | 46    | 52   | 62   | 70   | 68   | 58   | 54   | 40   | 50    | 44    | 620   |
| Источник: worldweather.org, Погода и Климат |       |       |       |      |      |      |      |      |      |      |       |       |       |